# Western blot
Western blot, WB, även immunoblot, är en vanlig molekylärbiologisk metod som används inom proteinkemin för att detektera och identifiera specifika proteiner med hjälp av antikroppar. Western blot används i princip vid alla laboratorier som bedriver biomedicinsk och biomolekylär forskning, men även vid klinisk medicinsk diagnostik i vissa sammanhang. Termen är bildad i analogi med Southern blot, som är en liknande metod för att detektera DNA.

## Tillvägagångssätt
Det första steget vid en WB-analys är att rena fram proteininnehållet från de celler eller vävnader som ska studeras. För att separera proteinerna från cellernas andra beståndsdelar måste celler och vävnader behandlas innan analys. Vävnadsprover kan brytas ner i en homogenisator eller med ultrasonikering. Celler kan behandlas på samma sätt som vävnader eller lyseras. Lysering av celler sker genom att cellmembranet löses upp med en detergent. Det erhållna lysatet centrifugeras för att separera proteinerna från lipider, cellkärnor och andra cellstrukturer.
Proteinerna i lysatet separeras därefter med SDS-PAGE, en metod som separerar proteiner med avseende på molekylmassa som för proteiner mäts i Dalton (anges oftast med prefixet kilo, kDa). SDS binder och denaturerar proteiner, samt gör dem negativt laddade. Proteinerna får vandra i ett elektriskt fält genom en polyakrylamidgel, där de separerar.
Nästa steg, kallat blotting, är att överföra proteinerna till ett nitrocellulosa- eller polyvinylidendifluoridmembran (PVDF) med hjälp av en elektrisk spänning. När proteinerna har överförts blockas membranet för att förhindra ospecifik bindning av antikropparna till membranets yta. Vanliga blocklösningar görs av bovint serumalbumin (BSA) eller fettfri torrmjölk. 
Efter blockningen appliceras en specifik antikropp (primär antikropp) på membranet, vars specificitet gör att det binder till proteinet av intresse. Därefter appliceras en sekundär antikropp som binder till den primära antikroppen. Den sekundära antikroppen är länkad till ett enzym vars katalytiska förmåga omvandlar ett substrat till en detekterbar produkt. Produkten kan ses direkt genom ett färgomslag på membranet eller indirekt genom att sända ut kemiluminiscent ljus som kan fångas på ljuskänslig film, ses med CCD-kamera eller med någon typ av phosphorimager.